# Dwory (Oświęcim)
Dwory – część miasta Oświęcimia, na prawym brzegu Wisły, w północno-wschodniej części miasta.
Znajdują się tu duże zakłady chemiczne. Od zachodu i południa otoczone jest osiedlami mieszkaniowymi. Na osiedlu znajduje się stacja kolejowa Dwory oraz stopień wodny wchodzący w skład Drogi Wodnej Górnej Wisły.

## Historia
Miejscowość po raz pierwszy wzmiankowana w 1404 roku jako Dowry. W dokumencie sprzedaży księstwa oświęcimskiego Koronie Polskiej przez Jana IV oświęcimskiego wystawionym 21 lutego 1457 roku miejscowość wymieniona została jako Dwory.
Do 1932 roku stanowiła gminę jednostkową w powiecie oświęcimskim, a po jego zniesieniu w powiecie bialskim (1932–34), w województwie krakowskim. W 1931 roku liczyły 1925 mieszkańców. 15 września 1934 roku wraz ze zniesioną gminą jednostkową Kruki utworzyły gromadę Dwory, jedną z 13 gromad nowo powstałej (1 sierpnia 1934) zbiorowej gminy Oświęcim.
Dwory były podzielone na obręby ewidencyjne Dwory I i Dwory II. W związku z reformą administracyjną kraju jesienią 1954, Dwory I włączono do Oświęcimia, natomiast Dwory II do gromady Włosienica.
Obecnie system TERYT wyodrębnia dwie części miasta Oświęcimia – Dwory (SIMC 0925034) i Dwory Pierwsze (SIMC 0925040). Nazwa Dwory odnosi się do ścisłego obszaru dawnej wsi Dwory wzdłuż ulicy Wiejskiej, natomiast nazwa Dwory Pierwsze odnosi się do obszaru przemysłowego wzdłuż ulicy Technicznej. Dwory Drugie (SIMC 0063727) pozostają nadal samodzielną wsią w gminie wiejskiej Oświęcim.

## Zabytki
Obiekt wpisany do rejestru zabytków nieruchomych województwa małopolskiego.
- Zespół parkowy z kaplicą Hallerów, ul. Zwycięstwa.